# Cantón de Saint-Pierre
El cantón de Saint-Pierre era una división administrativa francesa, que estaba situada en el departamento de Martinica y la región de Martinica.

## Composición
El cantón estaba formado por dos comunas:
- Fonds-Saint-Denis
- Saint-Pierre

## Supresión del cantón de Saint-Pierre
El 22 de marzo de 2015, el cantón de Saint-Pierre fue suprimido, en aplicación de la Ley n.º 2011-884, de 27 de julio de 2011, relativa a las colectividades de Guayana Francesa y Martinica; y específicamente de su artículo 8.º, apartado L558-7, y sus 2 comunas pasaron a formar parte de la nueva sección de Norte.